# Tomisław (województwo dolnośląskie)
Tomisław (niem. Thommendorf) – wieś w Polsce położona w województwie dolnośląskim, w powiecie bolesławieckim, w gminie Osiecznica.

## Położenie
Leży w Borach Dolnośląskich nad rzeką Kwisa przy drodze DW357.

## Historia
Początki osadnictwa na tym terenie sięgają początków IV wieku. Obecna wieś powstała na prawie niemieckim w XIII wieku ze scalenia dwóch starych osad łużyckich po lewej stronie rzeki i występowała pod nazwami Thommendorf, Thomesdorf czy Thomedorf. Pierwszy kościół ufundowany został w 1346 roku i należał do dekanatu lubańskiego. Od początku XV w. miejscowość związana z właścicielami Osiecznicy i Kliczkowa.
W 1934 urodziła się tu Marja Młynkowa (zm. 1971) – serbołużycka pisarka.

## Podział administracyjny
W latach 1975–1998 miejscowość administracyjnie należała do województwa jeleniogórskiego.

## Współczesność
W roku 2006 zniszczony został dąb szypułkowy "Eleonory", stanowiący jeden z najbardziej rozpoznawalnych punktów miejscowości (pomiędzy domostwami nr 106 i 108). W roku 2007 wybudowano kanalizację sanitarną oraz wyremontowano część drogi wojewódzkiej, a także wybudowano chodnik dla pieszych. W roku 2008 rozpoczęto budowę nowej szkoły podstawowej w pobliżu starego budynku szkoły. Zostanie ona połączona łącznikiem z wyremontowaną w roku 2006 salą gimnastyczną, za którą mieści się wielofunkcyjne boisko z nawierzchnią ze sztucznej trawy.

## Zabytki
Do wojewódzkiego rejestru zabytków wpisane są:
- kościół ewangelicki, obecnie rzymskokatolicki parafii pw. Stygmatów Św. Franciszka z Asyżu z roku 1689, przebudowany w 1836-1837
- dzwonnica z 1699, przebudowana na przełomie lat 50-60 XIX wieku
- cmentarz kościelny
- ogrodzenie z bramą z początku XVII wieku, w murze cmentarnym szereg barokowych płyt nagrobnych
- plebania z lat 1836–1837, przebudowana w XX wieku

inne zabytki:
- liczne domy budowane metodą szachulcową są także godne uwagi.

## Sport
W Tomisławiu mieści się jedno z nowocześniejszych boisk sportowych w gminie Osiecznica. Boisko wyposażone jest w około 265 miejsc siedzących (plastikowe krzesełka) wkomponowanych w naturalną skarpę. Na boisku ćwiczą piłkarze z Gminnego Towarzystwa Sportowego Roan które powstało w roku 2003.